# Павлюва падина
Павлюва падина е защитена местност, разположена в Югозападна България, близо до границата с Гърция. Намира се в землището на село Лъки ,откъм северната част на Стъргач планина и заема площ от 2,6 хектара. Създадена е с цел да опази естествено находище на диворастящо пурпорночервено лале.